# Delphinieae
Delphinieae, tribus otrovnih biljaka iz porodice žabnjakovki, dio potporodice Ranunculoideae. 
Po nekim autorima Consolida je sinonim za Delphinium Tourn. ex L.

## Rodovi
1. Aconitum L., jedić
2. Consolida (DC.) Gray, kokotić, sinonim za Delphinium Tourn. ex L.
3. Delphinium L. veliki kokotić, kokotić
4. Gymnaconitum (Stapf) Wei Wang & Z.D.Chen
5. Staphisagria Hill